# Hafnir
Hafnir (dt. „Häfen“) ist ein kleiner Ort in Südwestisland an der Westseite der Reykjanes-Halbinsel, gelegen am Südufer der Bucht Ósar.
Am 1. Januar 2023 hatte Hafnir 106 Einwohner. Die Entfernung zur Hauptstadt Reykjavík beträgt etwa 50 Kilometer.

## Geschichte
Früher war Hafnir ein bedeutender Handelsposten und Fischerort. Die ehemals selbstständige Ortsgemeinde Hafnahreppur schloss sich 1994 mit Keflavík und Njarðvík zur Stadtgemeinde Reykjanesbær zusammen.
Im Jahre 1870 wurde hier ein Geisterschiff, die Jamestown, ohne einen Mann Besatzung, aber mit einer vollen Ladung Holz angespült. Noch heute findet sich dieses Holz in zahlreichen Gebäuden des Ortes.
Bei archäologischen Ausgrabungen wurden hier 2003 in Kirkjuvogur nordöstlich der Kirkjuvogskirkja an der Hafnagata die Überreste eines Langhauses mit 18 m Länge und 8 m Breite aus dem 9. Jahrhundert, der Zeit der Landnahme, gefunden.
An der Küste im Norden von Hafnir lag seit dem 15. Jahrhundert ein Handelsort mit Namen Básendar. Ein Wanderweg führt von Hafnir nach Norden und um die Bucht, an der sich der Ort befand.

## Sehenswert
Erwähnenswert ist die kleine rotbedachte und dunkle Holzkirche Kirkjuvogskirkja, erbaut 1860–1861, die älteste Kirche auf der Halbinsel Suðurnes. Bekannt ist ebenfalls das Meeresaquarium. Fünf Kilometer südlich des Ortes befindet sich der steil abfallende Vogelfelsen Hafnarberg.

## Töchter und Söhne von Hafnir
Die Seeleute Jón Brandsson, Vilhjálmur Hákornarson, Sigurður Ísleifsson und Ketill Ketilson stammten aus Hafnir. Sie landeten am 3. Juni 1844 auf der Felseninsel Eldey an und töteten die letzten beiden Exemplare des Riesenalk, um die Bälge einem dänischen Sammler zu verkaufen.